# Christina Egelund
Christina Egelund (ur. 9 grudnia 1977 w m. Hjørring) – duńska polityk i przedsiębiorca, deputowana, od 2022 minister szkolnictwa wyższego i nauki.

## Życiorys
W latach 2000–2003 studiowała literaturę współczesną na jednym z paryskich uniwersytetów. Działała w organizacji młodzieżowej Konserwatywnej Partii Ludowej. Zajęła się prowadzeniem własnej działalności gospodarczej jako właścicielka kempingu Jambo Feriepark. Była też członkinią zarządu organizacji turystycznej VisitDenmark.
W 2010 wstąpiła do  Sojuszu Liberalnego. W latach 2015–2019 sprawowała mandat posłanki do Folketingetu, od 2018 przewodniczyła frakcji poselskiej swojej formacji. W 2019 współtworzyła nową partię Fremad, która rozwiązała się w 2020. Związała się później z ugrupowaniem Moderaterne. W grudniu 2022 z jego rekomendacji objęła urząd ministra szkolnictwa wyższego i nauki w koalicyjnym rządzie Mette Frederiksen.